# 詭雷
詭雷，又稱傻子陷阱（英語：booby trap），是軍事上一種主要用来防御步兵通过的軍用陷阱，被触发时可以直接殺傷敵軍或者發出信號指出敵軍位置。詭雷跟地雷名字上差不多，但需注意的是詭雷不一定要從中加上炸藥，亦不一定要裝在地下。詭雷往往會加上一些誘餌（戰利品）以吸引受害人觸發。然而，在某些情況下日常行為如開門、撿起物品或開燈亦會觸發。這些可以致命的詭雷與英文中的booby trap有少許不同，中文專指軍事上用的裝置；英文卻同時能指惡作劇的裝置。詭雷通常用於游擊戰、非对称战争或特种作战中，因為當該地點還互有攻防時詭雷的作用並不大。

## 簡介

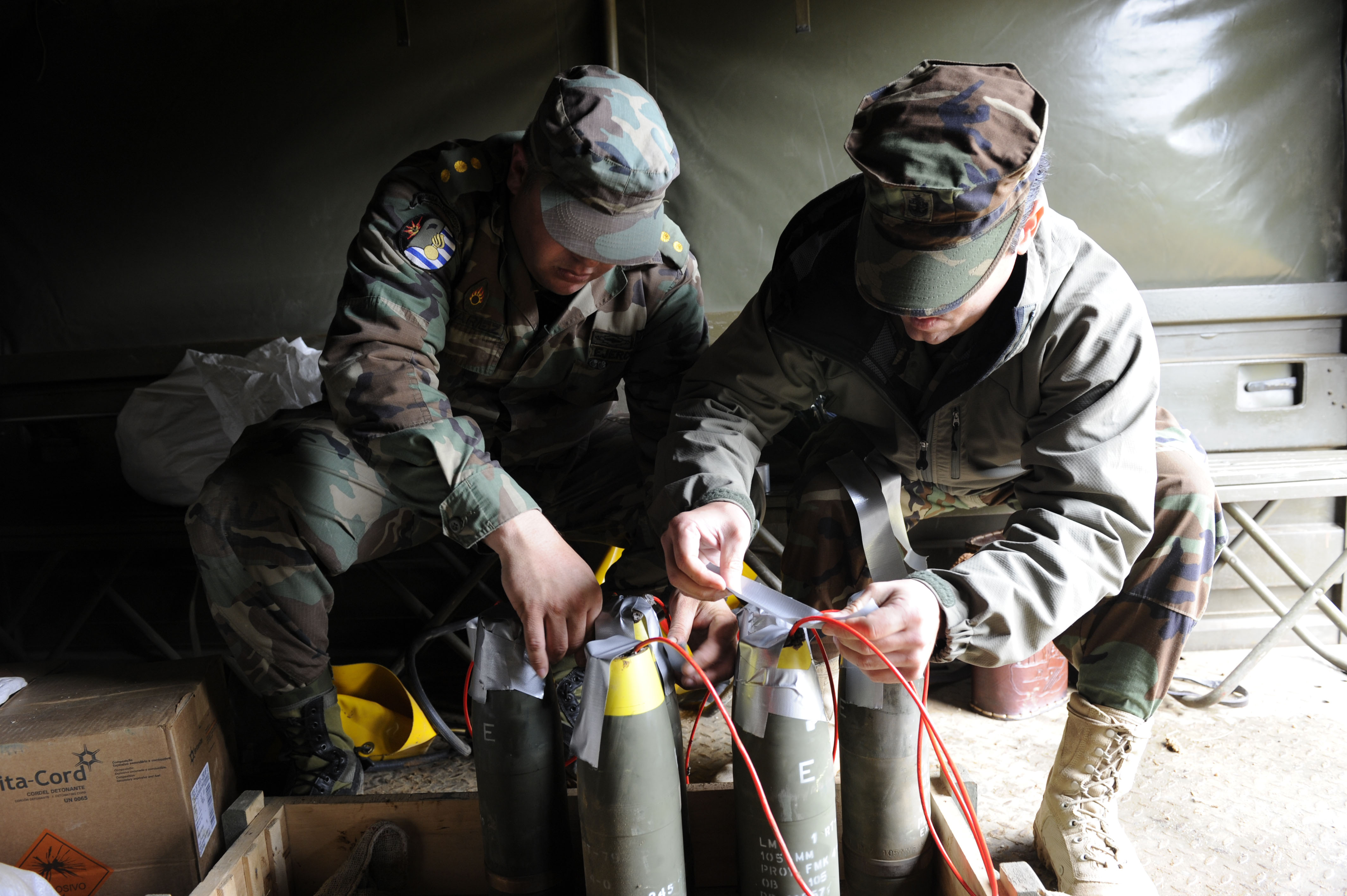
一堆內含塑膠炸藥的105毫米炮彈。每五個用導爆索連接在一起（以使其同時爆炸），再用牛皮膠布貼在上方，最後找地方交下並加上M142詭雷引爆裝置。

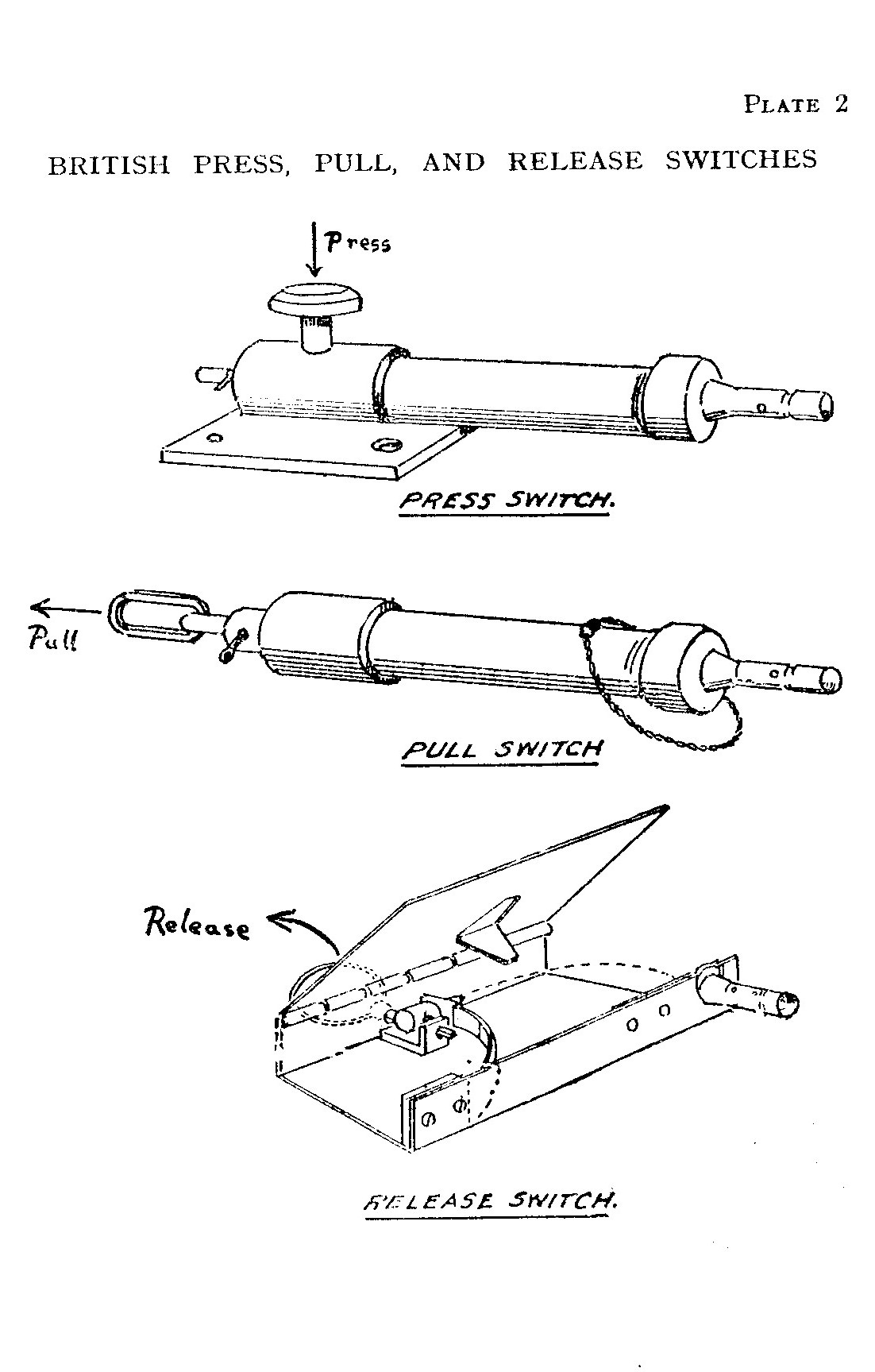
詭雷引爆裝置：按壓型、拉扯型及釋壓型約於1941年大量製造以安放詭雷

詭雷的優點在於並不像地雷般埋在地裡，可能會讓人意想不到，從而有更大的戰果。通常為了確保其殺傷性能，會加上一些爆裂物，如炮彈、手榴彈或直接放置炸藥。
詭雷通常會隱蔽或偽裝使其不能被看到或看起來無害。通常情況下，詭雷會藏在另一個物品的裡面、後面或下方。
放置詭雷的部分技巧在於利用人類的自然行為習慣，如自我保護、好奇或利欲。一個常用的伎倆是為受害者提供一個簡單的解決方法的，例如在某些有多個門的建築物只留一偏門不鎖上，受害者看見只有一個能開啟的門，通常會直接開啟它。

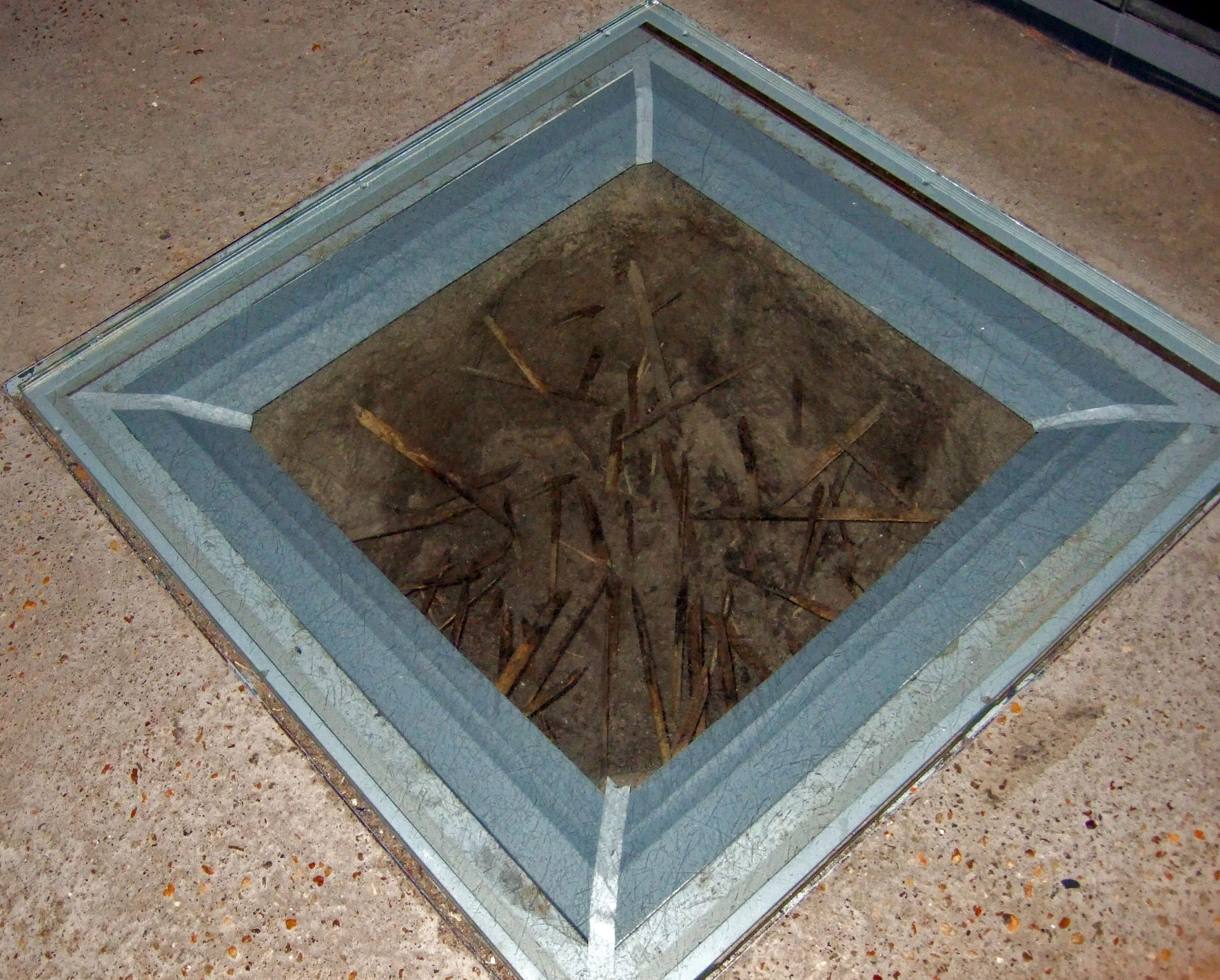
海軍陸戰隊國家博物館中的尖竹釘陷阱展品

利用自我保護本能一個例子可在越戰中找起。尖竹釘陷阱會放在一大片草地中，當雙方交火時，美軍尋找掩護時卻會掉進尖竹釘陷阱裡。
另一種方式為使用有吸引力或有趣的物體作為誘餌，以引誘受害者觸發詭雷。例如軍隊可以留下一堆空啤酒瓶，然後在一個大箱子外寫上「蘇格蘭威士忌」的字樣。然後再在箱子底下或鉸的位置放上一個M5或M142引爆裝置，再連接到一些己裝入三硝基甲苯或C4炸藥的迫擊砲彈中。或者該盒子的重量可能只是用來按住已裝上零延遲引信的RGD-5手榴彈的槓桿。無論是哪種方式的詭雷，一旦箱子被移動，其爆炸將嚴重傷害鄰近區域的所有人。
有些引爆裝置能有多種起爆模式，如M142引爆裝置。它們能使用引線（絆到即起爆）、直接施壓（站在詭雷之上）或釋放其壓力（移開某些物品）等等。
幾乎所有的物品都可以以某種方式成為詭雷。手電筒式詭雷已可算是一個典型的戰術：主要原因為手電筒已經包含了大部分所需的組件。首先，以手電筒作為誘餌，誘惑受害者將其撿起。（更重要的是，很容易就能在手電筒外殼內掩蓋一個雷管、一些炸藥，所需的電力亦可在電池內找到。）然後再將一個電路連接至其開關。當受害者試圖使用手電筒時，他們的手就可能被產生的爆炸衝擊弄斷，有時甚至會失明。
詭雷可以非常複雜，唯一的限制就是安裝者的技術與創造力。例如誘餌（房間一角的錢箱）可以完全不裝詭雷，相反，當敵方要推開家具來取時，詭雷在另一方爆炸並殺害其隊友。
詭雷可以是任何大小。然而，一般情況下最有爆發力的詭雷也只使用250克至1公斤之間的炸藥。其原因為大多數詭雷會在受害者的身體一米內引爆，這足以殺害受害者或使其做成嚴重傷口。
就像一項規則，詭雷可以在任何情況下安放，只有那裡有受害者會觸發可能性。通常情況下，詭雷會在可自然地吸引人們或被迫使用的地方安放。可能安置的地方包括：
- 整個村莊只留下一間房子，這可能吸引尋求庇護物的敵軍。
- 門、抽屜或櫃子，一些平時看到會不假思索打開的物品。一些被鎖上的更會讓人覺得內裡有一些具有價值的物品。
- 遺棄在路邊的車輛，或許再在後座留下一些誘餌。
- 一些戰略通道，如整條河僅有的一條橋，無論是否想要，敵軍都必需使用。
- 重要的戰略設施，如機場、火車站和港口設施，所有入侵部隊都要佔有和使用。
- 任何會使人好奇或想要的東西，如啤酒箱、手槍、手電筒或廢棄的軍用背包等。

詭雷不一定要使用炸藥。例子包括上述的尖竹釘陷阱和重物陷阱，即是重物下降和壓碎任何其下的物品的陷阱。然而，設置非爆炸性詭雷既消耗勞動力，亦十分費時。更麻煩的是它們難以掩飾，也不太可能造成嚴重傷害。相比之下，裝有爆炸物的詭雷更具破壞性：它們將殺死其受害者或最少做成嚴重傷口。

## 效果
詭雷除了有明顯的殺傷能力，它們亦有其它功能，包括：
- 透過殺死或使士兵致殘，降低敵方的士氣
- 使敵方士兵變得多疑、神經質及無法放鬆，因為他們很難知道哪些地區、建築物或物體安全
- 使敵軍的速度減低，因為士兵被迫搜查區域來确认沒有其它詭雷
- 在詭雷成功殺死或傷害敵軍後，使其創建不可前往地區地方（不論是真實還是想像）
- 使敵方排停止行動以應對人員傷亡，從而減緩和推遲這些部隊
- 製造混亂及迷失方向
- 顯示有埋伏的假情報

詭雷就如反步兵地雷一樣，屬於一種無差別攻擊武器。原因是它們可以傷害平民和其他非戰鬥人員（戰爭期間和之後），而且誰也不知道他們的存在（詭雷因其融入性，難以留有安裝位置的訊息）。

## 使用歷史

### 第二次世界大戰
第二次世界大戰後期，德軍於殘破的城市內作戰時往往會弄出不少詭雷。德軍所設的詭雷通常會利用遭轟炸後弄出的地形，最常見的一款是把詭雷藏在翹起的地板之下，一旦踏下則馬上爆炸；另一款則是在煤油燈內加上汽油，煤油燈在缺少照明系統的第二次世界大戰時期即使是對於物资充足的美軍亦可算是搶手貨。又或是，在道路二旁的樹綁上鋼琴線，當盟軍無車頂的吉普車經過時，造成人員受傷。

### 越戰
越戰期間，越共在摩托車系上炸藥並將之遺棄。試圖使用摩托車的美軍士兵，由此引發炸藥。此外，越共將橡皮筋手榴彈放到美軍士兵可能會放火的茅屋內。另一款當時頗受越共歡迎的詭雷名為罐內手榴彈，將一個去除安全栓的手榴彈放在罐內，通常會再轉為一個較短時間的引信。越共將它們放在門邊或路上。
美國中央情報局與陸軍特種部隊於長子計劃中為敵軍的補給裝上詭雷，用高爆炸藥取代步槍或機槍子彈內的推進劑。開火時，不但會破壞槍膛，更有可能殺死或傷害該射手。迫擊炮內的彈藥同時也只會爆炸而非使彈體發射出去。這些特製彈藥在消除任何篡改過的痕跡後放到一些越共屍體旁，期望其它隊伍的人員會把它撿起來使用。而每個彈夾只有一發這些特製彈藥，使他們不能找出其彈藥爆炸的原因。再經傳言和偽造文件的加工，使越共製造的彈藥看起來就像有缺陷的一樣。
而越共同樣以越戰時期的成功經驗，將詭雷戰術再度用於中越戰爭中，並重創了不擅長叢林與山地戰的解放軍。

### 北愛爾蘭
在北愛爾蘭問題時期，臨時愛爾蘭共和軍經常使用詭雷來殺害英軍和皇家烏爾斯特警察職員。常用的方法是在車上加上炸彈，使其於啟動或駕駛時引爆。據薩頓死亡指數，北愛爾蘭問題期間共有180人死於詭雷，而其中大多數由臨時愛爾蘭共和軍安放。

### 中東
阿克薩群眾起義期間，巴勒斯坦團體經常使用詭雷。
在這段時間之中，傑寧之戰“防禦盾牌行動”中使用了最多的詭雷，若1000至2000枚在雙方的營地和鎮的街道上都有放置詭雷，一旦觸動到機關馬上爆炸。其中有些炸彈非常巨大，當中含有高達110公斤炸藥。因此以色列軍經常使用重裝甲的推土機來引爆詭雷和簡易爆炸裝置，以及用來破壞埃及邊境上用來對以色列軍隊開火的房屋。最後，十幾架推土機將難民營中心夷為平地，並迫使內裡的巴勒斯坦武裝人員投降。

## 相片
通常，特製的軍事詭雷會有一些發射設備包含某種形式的彈簧式撞針、撞擊式雷帽和另一邊的雷管。再將雷管插入炸藥，如C4或三硝基甲苯。觸發詭雷（如拉到鋼線）時會釋放撞針使其向前撞擊雷帽，再擊中其附加的雷管，最後由此產生的衝擊波引爆主要的炸藥。

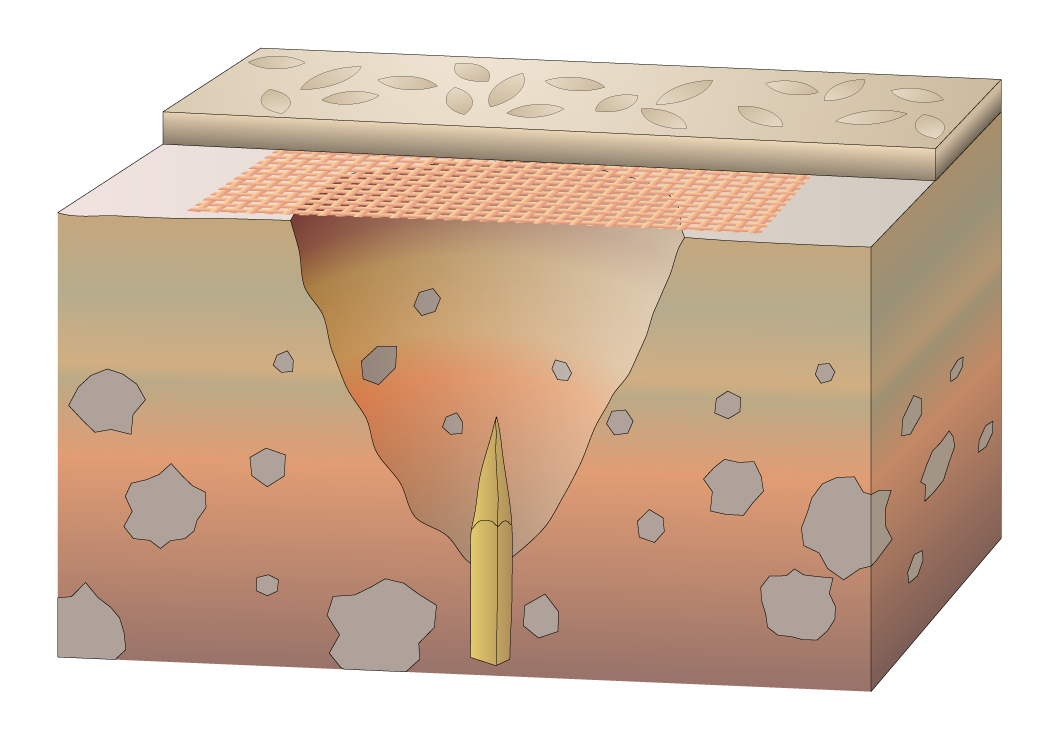
最簡單的詭雷：隱藏起的陷阱再加上一支針
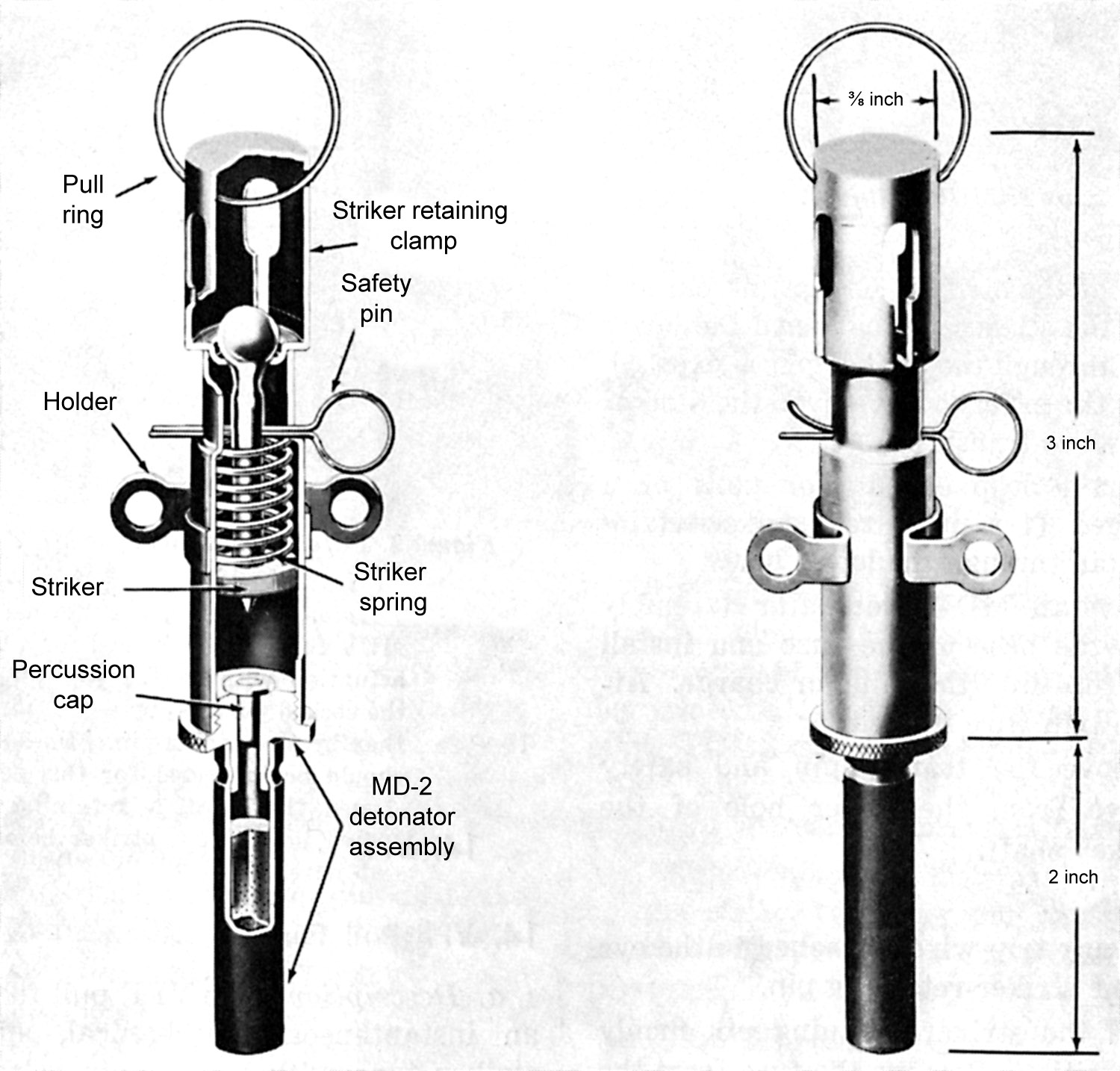
蘇聯詭雷的開火裝置 - 拉扯式引信，通常連接到一條鋼線
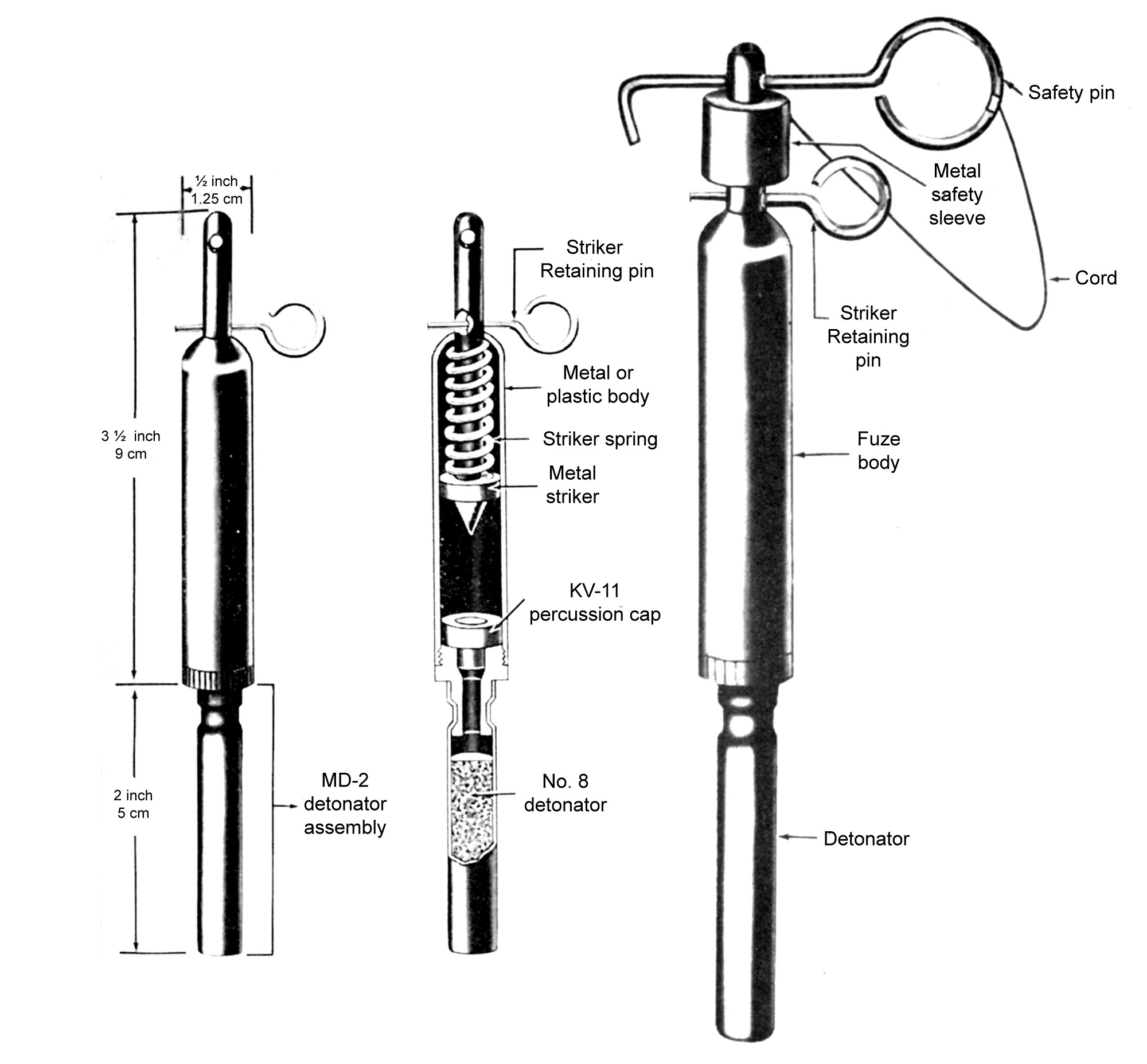
蘇聯詭雷點火裝置替代設計，同是拉扯式引信
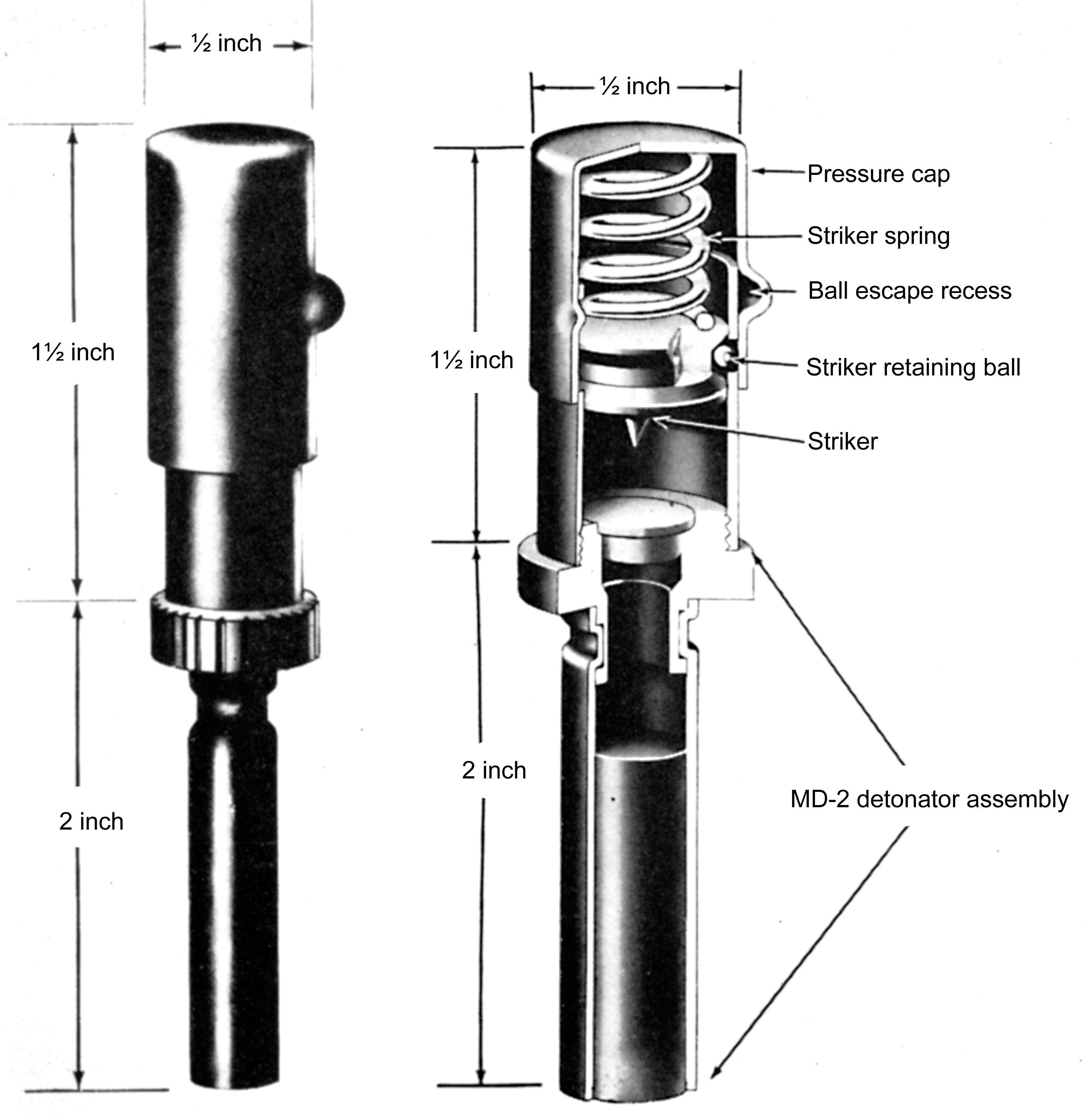
蘇聯詭雷開火設備 - 壓力式引信：可以隱藏在地板之下

## 詞源
西班牙文中「bobo」的原義為「傻子、愚蠢、單純、白痴、笨、易受騙者」及各種相近的輕蔑語，流行語中的bobo和bubie則指稱「蠢貨（dunce）」。在其他語言（如：拉丁文）中也可見到本詞的變化形。同時，booby一詞亦為鰹鳥屬鳥類的英文俗名。在大約1590年時，此詞演變成英文詞彙「booby」，意謂「愚蠢的人、遲緩的鳥」。「傻子陷阱」一詞暗示落入這類陷阱的人都是傻子，或掉入陷阱的過程足以讓他們變成傻子。本詞最早被用來稱呼特定的學生惡作劇，但在一戰期間開始被用來指稱某些足以造成嚴重傷害，甚或死亡的陷阱。

## 外部連結
- 美國陸軍1944年培訓電影 （页面存档备份，存于）
- 地雷和詭雷裝置 - 1943年英軍指南
- 如何不陷入地雷和詭雷 - 美國1944年警告指南，但仍具現實意義
- 如何不陷入越南詭雷 - 美國1969年指南
- 1965年美國陸軍野戰手冊 - FM531詭雷
- 各類詭雷圖片 （页面存档备份，存于）
- 安哥拉詭雷的圖片 （页面存档备份，存于）
- 詭雷的概念和檢測技術 （页面存档备份，存于）
- The Straight Dope：什麼是“詭雷”的起源？ （页面存档备份，存于）
- Photos of injuries inflicted by explosive boobytraps (Warning: graphic images) （页面存档备份，存于）
- M142多功能詭雷點火裝置（技術規範） （页面存档备份，存于）
- M5壓力釋放式詭雷點火裝置截面圖與技術規範
- M5壓力釋放式詭雷點火裝置連接到1磅TNT炸藥的照片 （页面存档备份，存于）